# Ramygala
Ramygala (ryska: Рамигала) är en ort i Litauen.   Den ligger i kommunen Panevėžio rajono savivaldybė och länet Panevėžys län, i den centrala delen av landet, 110 km nordväst om huvudstaden Vilnius. Ramygala ligger 67 meter över havet och antalet invånare är 1 637.
Terrängen runt Ramygala är mycket platt. Runt Ramygala är det ganska glesbefolkat, med 31 invånare per kvadratkilometer. Ramygala är det största samhället i trakten. Trakten runt Ramygala består till största delen av jordbruksmark.